# Dysstroma alba-effusa
Dysstroma alba-effusa là một loài bướm đêm trong họ Geometridae.